# Anopheles longipalpis
Anopheles longipalpis este o specie de țânțari din genul Anopheles. A fost descrisă pentru prima dată de Theobald în anul 1903. Conform Catalogue of Life specia Anopheles longipalpis nu are subspecii cunoscute.